# Liběchov
Liběchov  (deutsch Liboch) ist eine Stadt im Okres Mělník in Tschechien. Sie liegt sechs Kilometer nordwestlich von Mělník am rechten Ufer der Elbe.

## Geschichte
Liběchov wurde erstmals im Jahre 1311 urkundlich erwähnt und war bis 1403 im Besitz der Landedelleute von Liběchov. 1410 erlangten es die Škopek von Dubá. Heinrich Škopek von Dubá, der ein Sohn des gleichnamigen Hofmeisters und Günstlings  des Königs Wenzel war, bot im Oktober 1412 dem verfolgten Reformator Jan Hus Unterkunft und Schutz in Liběchov. Er verfasste hier die Schrift „O poznání cesty pravé k spasení“ (Über das Erkennen des wahren Weges zur Erlösung) und begann hier auch mit der Arbeit an seiner Hauptschrift „De ecclesia“.
Ab 1430 wechselten die Besitzer häufig. 1547 gelangte es an Kaspar Belwitz von Nostitz, der das spätgotische Kastell zu einem Renaissanceschloss umbauen ließ. 1664 war es im Besitz des Franz von Scheidler, dem ehemaligen Erzieher des Kaisers Leopold I. 1725–1730 ließ der damalige Besitzer Johann Joachim Pachta von Reihofen das Schloss nach einem Entwurf des Architekten Franz Maximilian Kaňka im barocken Stil umbauen. 1801 wurde Liběchov zusammen mit der gleichnamigen Herrschaft vom Budweiser Unternehmer Jakob Veith (1748–1833) erworben, der im nahen Schelesen (Želežná) eine Rübenzuckerfabrik errichtete. Sein Sohn Anton Veith (1793–1853) baute 1855 das Schloss im Stil der Neugotik um. Als Mäzen unterstützte er Maler und Bildhauer und versammelte auf seinem Schloss führende Repräsentanten der tschechischen Romantik, u. a. František Palacký, Josef Jungmann, František Ladislav Rieger und Bernard Bolzano, der hier seine Schrift „Die Paradoxien des Unendlichen“ vollendete. 1900 betrug die Einwohnerzahl 907 (davon 715 Deutsche), 1930 waren es 1581 (davon 616 Deutsche).
1938 wurde Liboch dem Reichsgau Sudetenland zugeschlagen. Nach Ende des Zweiten Weltkriegs wurde ein Großteil der deutschen Bevölkerung 1945/46 vertrieben und ausgesiedelt. Seit dem 23. Januar 2007 ist Liběchov eine Stadt.

## Ortsteil
Zur Gemeinde Liběchov gehören die Ortschaften Boží Voda (Geweihtenbrunn), Ješovice (Jeschowitz) und Malý Liběchov (Kleinliboch).

## Sehenswürdigkeiten
- Schloss Liběchov

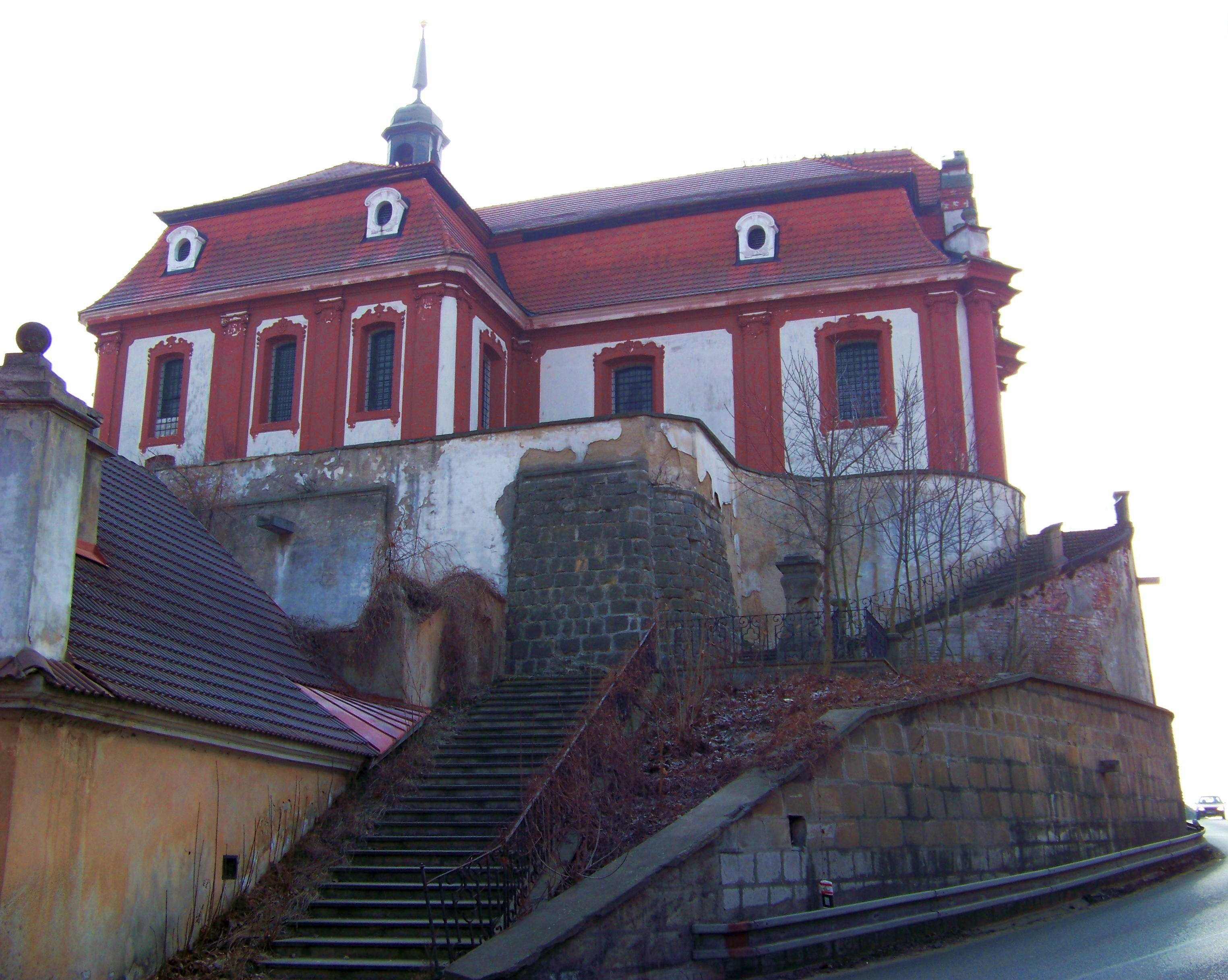
St.-Gallus-Kirche

- Gotische St.-Gallus-Kirche (kostel sv. Havla) aus dem 14. Jahrhundert mit einem Altarbild von Karel Škréta
- Felsenwand im Gartentrakt des Schlosses, in die der Bildhauer Václav Levý Heldengestalten aus der böhmischen Geschichte meißelte.
- Perseus-Skulptur im Schlosspark von Matthias Bernhard Braun

## Persönlichkeiten
- Josef Titta (1863–1923), Ehrenbürger von Liboch; Gründer und Obmann des Volksrates für Böhmen und Mähren